# Sydney Plaatjies
Sydney Plaatjies (Mariental, 25 novembre 1981) è un ex calciatore namibiano, di ruolo centrocampista.

## Carriera

### Nazionale
Ha collezionato 23 presenze in nazionale.